# Борисенко, Александр Андреевич
Александр Андреевич Борисенко (укр. Олександр Андрійович Борисенко; 24 мая 1946, Лебедин) — украинский математик, член-корреспондент НАН Украины (1995), действительный член НАН Украины (2021).
Родился 24 мая 1946 года в городе Лебедине Сумской области.
Окончил факультет механики и математики Харьковского университета (1969) и его аспирантуру (1972), в 1973 г. защитил кандидатскую диссертацию «Строение поверхностей с вырожденным сферическим изображением». Работает там же: младший научный сотрудник (1972—1973), ассистент и старший преподаватель (1973—1976), доцент (с 1976), зав. кафедрой геометрии (1980—1984), с 1984 г. — профессор той же кафедры.
Область научных интересов — геометрия многомерных подмногообразий.
Доктор физико-математических наук (1983), профессор (1984). Тема докторской диссертации: «Многомерные поверхности неположительной внешней кривизны». Академик НАНУ (2021).
Лауреат Государственной премии Украины в области науки и техники (2005), премий им. Н. М. Крылова (2003) и им. А. В. Погорелова (2010) НАНУ.
Сочинения:
- Полные l-мерные поверхности неположительной внешней кривизны в римановом пространстве // Матем. сб. СССР. 1977. Вып. 104, № 4;
- Об экстремальных свойствах компактных параболических поверхностей в римановом пространстве // Там само. 1987. Вып. 133, № 1;
- Аналітична геометрія: Підруч. Х., 1993;
- Диференціальна геометрія: Підруч. Х., 1995;
- Внешняя геометрия сильно параболических многомерных подмногообразий // УМН. 1997. Т. 52, № 6;
- Внешняя геометрия параболических и седловых многомерных подмногообразий // Там само. 1998. Т. 53, № 6;
- Внутренняя и внешняя геометрия многомерных подмногообразий / Александр Андреевич Борисенко . — Москва : Экзамен, 2003 . — 672 с.